# Matijevac
Matijevac (en serbe cyrillique : Матијевац) est un village de Serbie situé dans la municipalité de Vladimirci, district de Mačva. Au recensement de 2011, il comptait 659 habitants.

## Démographie

### Évolution historique de la population
| 1948  | 1953  | 1961  | 1971 | 1981 | 1991 | 2002 | 2011 |
| ----- | ----- | ----- | ---- | ---- | ---- | ---- | ---- |
| 1 020 | 1 135 | 1 077 | 990  | 927  | 876  | 750  | 659  |

|  |